# Volkswagen Tiguan
La Volkswagen Tiguan è un SUV prodotto dalla casa automobilistica tedesca Volkswagen dal 2007. Al Salone di Francoforte del 2015 viene presentata la seconda generazione. La terza generazione viene presentata a settembre 2023.

## Prima generazione (dal 2007 al 2020)
Viene costruita sulla base comune a parecchi modelli del gruppo tedesco, come le Volkswagen Golf e Touran, la Audi A3 e la SEAT Altea. Si può scegliere tra quattro allestimenti: "Trend & Fun" (la base), "Sport & Style" (la versione più accessoriata), "Track & Field" (la versione maggiormente improntata per il fuoristrada) e "R LINE" (la versione sportiva).
Il nome della vettura è la fusione tra i nomi Tigre e Iguana, portando a "Tiguan" originato da un sondaggio della rivista tedesca Auto Bild.
Le trazioni disponibili sono la classica trazione anteriore e la trazione integrale, quest' ultima disponibile come optional. Le motorizzazioni benzina disponibili all'esordio sono un motore da 110 kW (150 CV) e 1,4 litri di cilindrata, che eroga una coppia massima di 240 Nm, e un 2.0 da 147 kW (200 CV), con cambio manuale o automatico (Tiptronic 6 rapporti) e una coppia massima di 280 Nm. Il terzo propulsore disponibile è un Diesel da 2.0 l con iniezione common rail, con il filtro antiparticolato di serie e due livelli di potenza: 103 kW (140 CV) e 125 kW (170 CV). La versione da 140 CV è abbinata a un cambio manuale a 6 rapporti o al cambio automatico (DSG 7 rapporti). Gli ultimi motori giunti sul listino sono il 1.4 e il 2.0 TSI Bluemotion Technology, motori "ecologici" a trazione anteriore che grazie alle tecnologie start e stop e al sistema di recupero di energia in frenata ottimizzano le prestazioni e riducono consumi ed emissioni.
Tutti i motori soddisfano la normativa Euro 5 sulle emissioni inquinanti.

### Restyling 2011

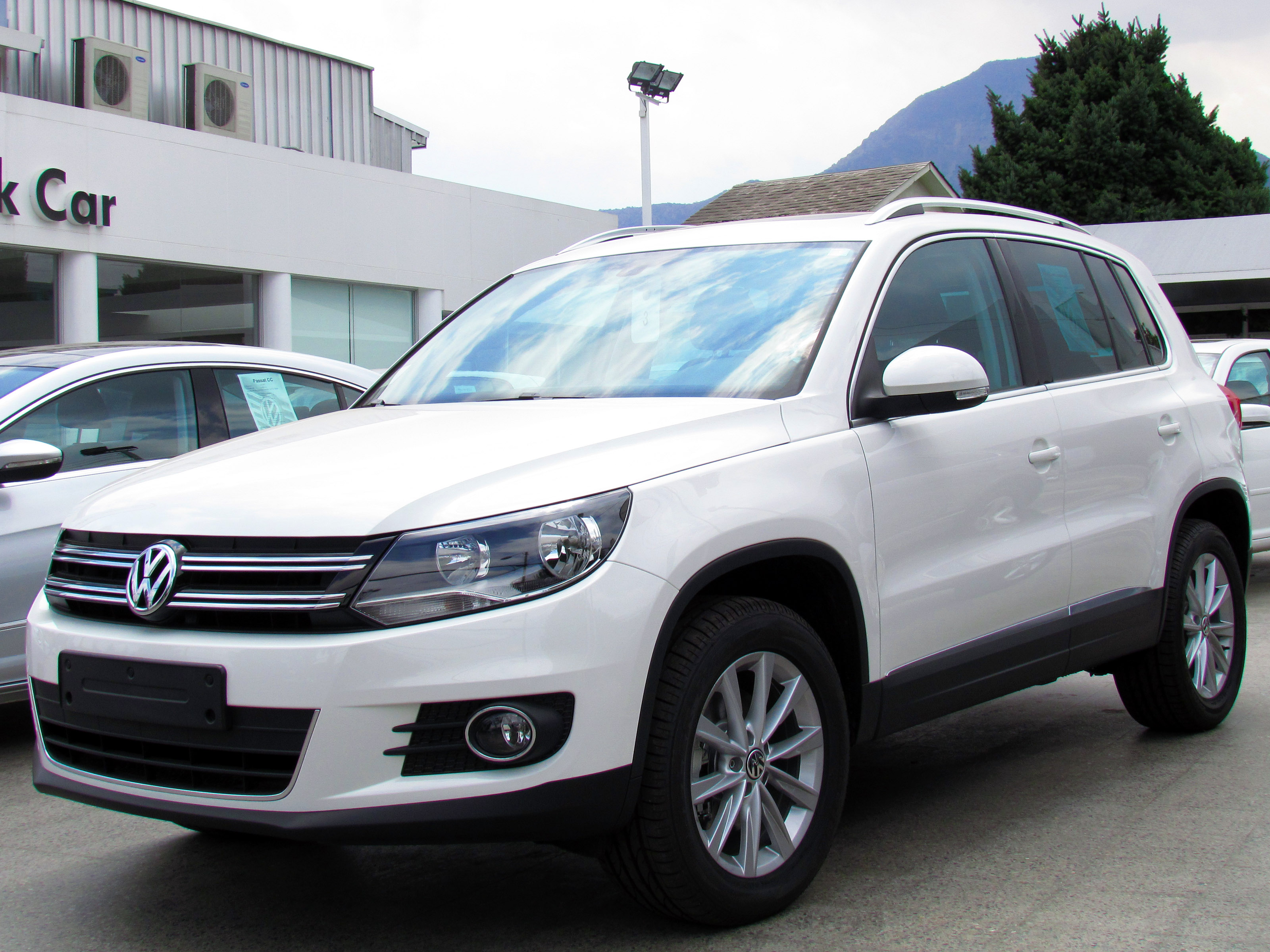
Tiguan restyling 2011

Nel luglio 2011, la Tiguan è stata sottoposta a un profondo restyling.
Le differenze esterne sono visibili nei fari anteriori meno ampi e dal diverso taglio, paraurti e mascherina sono stati completamente modificati con listelli cromati nella mascherina; anche il paraurti posteriore con un taglio più netto e sportivo, così come le luci posteriori ora a LED e dalla forma a "L" rovesciata simili a quelli della Golf VII sono stati modificati, ma in maniera minore rispetto alle altre componenti della vettura.
Altre innovazioni tecniche sono state fatte nei motori due motori a benzina:
- L'inizio del 2011 ha determinato la fine carriera del 1.4 TSI con 110 kW (150 CV), che è stato sostituito dopo il restyling da un motore di pari cilindrata da 118 kW (160 CV).
- Il 2.0 TSI con 147 kW (200 CV) ha ricevuto un incremento di potenza fino a 155 kW (210 CV) con il restyling, ma con un motore più economo.
- Un anno e mezzo prima del restyling, la piccola versione 2.0 TSI con 125 kW (170 CV) è stata eliminata, succeduta a un motore identico ma con 132 kW (180 CV).

### Motorizzazioni
| Modello                   | Disponibilità        | Motore  | Cilindrata (cm³) | Potenza max     | Coppia max (Nm) | Emissioni CO2 (g/km) | 0–100 km/h (s) | Velocità max (km/h) | Consumo medio (km/L) |
| 1.4 TSI/122 CV            | dal 2011             | Benzina | 1390             | 90 kW (122 CV)  | 200             | 152                  | 10,9           | 185                 | 15,4                 |
| 1.4 TSI                   | dall'esordio al 2011 | Benzina | 1390             | 110 kW (150 CV) | 240             | 185                  | 9,6            | 192                 | 12,1                 |
| 1.4 TSI/160 CV            | dal 2011             | Benzina | 1390             | 118 kW (160 CV) | 240             | 156                  | 8,9            | 203                 | 14,9                 |
| 1.4 TSI 4Motion           | dall'esordio         | Benzina | 1390             | 118 kW (160 CV) | 240             | 185                  | 9,6            | 192                 | 12,5                 |
| 2.0 TSI                   | dall'esordio al 2010 | Benzina | 1984             | 147 kW (200 CV) | 280             | 210                  | 9,0            | 215                 | 11,4                 |
| 2.0 TSI 4Motion DSG       | dal 2011             | Benzina | 1984             | 155 kW (211 CV) | 280             | 199                  | 7,4            | 213                 | 11,6                 |
| 2.0 TDI/110 CV BlueMotion | dal 2011             | Diesel  | 1968             | 81 kW (110 CV)  | 280             | 139                  | 11,9           | 175                 | 18,9                 |
| 2.0 TDI/140 CV BlueMotion | dall'esordio         | Diesel  | 1968             | 103 kW (140 CV) | 320             | 139                  | 10,2           | 190                 | 18,9                 |
| 2.0 TDI 4Motion           | dall'esordio         | Diesel  | 1968             | 103 kW (140 CV) | 320             | 167                  | 10,2           | 186                 | 16,7                 |
| 2.0 TDI/170 CV 4Motion    | dall'esordio al 2011 | Diesel  | 1968             | 125 kW (170 CV) | 350             | 158                  | 8,9            | 201                 | 16,7                 |

## Seconda generazione (dal 2016)
Al Salone dell'automobile di Francoforte del 2015 viene presentata la seconda generazione della Tiguan, che rispetto al modello del quale prende il posto è stata completamente progettata da zero, con un profilo generale più sbilanciato con una personalità sportiva.
Il frontale, con le parti cromate che creano un'unica figura da un faro all'altro, è sviluppato tutto in orizzontale. Inoltre il frontale varia a seconda della versione ("stradale" o "off-road"): infatti nella seconda versione l'altezza da terra è aumentata, ci sono più protezioni che consentono un angolo d'attacco di 26,5 gradi rispetto ai 18,3 della prima mentre l'angolo d'uscita è invariato per le due versioni. Nella parte più bassa della griglia anteriore sono racchiusi in una cornice nera i fari fendinebbia e le prese d'aria.
L'equipaggiamento dei sistemi elettronici di sicurezza comprende il Front Assist comprendente il City Emergency Braking per la frenata automatica in città, il Lane Assist per monitorare il mantenimento corretto della direzione della corsia di marcia e l'Automatic Post-Collision Braking System che in caso d'incidente continua a frenare dopo la collisione per evitare altri urti. La seconda generazione della Tiguan è in vendita dalla primavera del 2016.
Nel 2016 è stata sottoposta alle prove d'impatto dell'Euro NCAP, ottenendo il risultato di 5 stelle, riconfermando quanto già ottenuto nei test precedenti del 2007 e del 2009.

### Motorizzazioni
I motori annunciati sono otto (quattro a benzina e quattro a gasolio, tutti turbo) e per quelli a benzina sono: 1.4 TSI da 125 CV e 150 CV, 2.0 TSI da 180 CV e 220 CV. I Diesel invece sono: 1.6 TDI da 115 CV e 2.0 TDI da 150, 190 e 240 CV. Inoltre la nuova Tiguan introduce il 4Motion Active Control, un sistema di trazione integrale permanente che va a regolarsi, nel caso ci si trovi su fondi accidentati con scarsa aderenza, su una delle quattro modalità presenti (Onroad, Snow, Offroad e Offroad Individual, quest'ultimo per avere maggiore controllo della vettura).

### Tiguan Allspace o Tiguan L

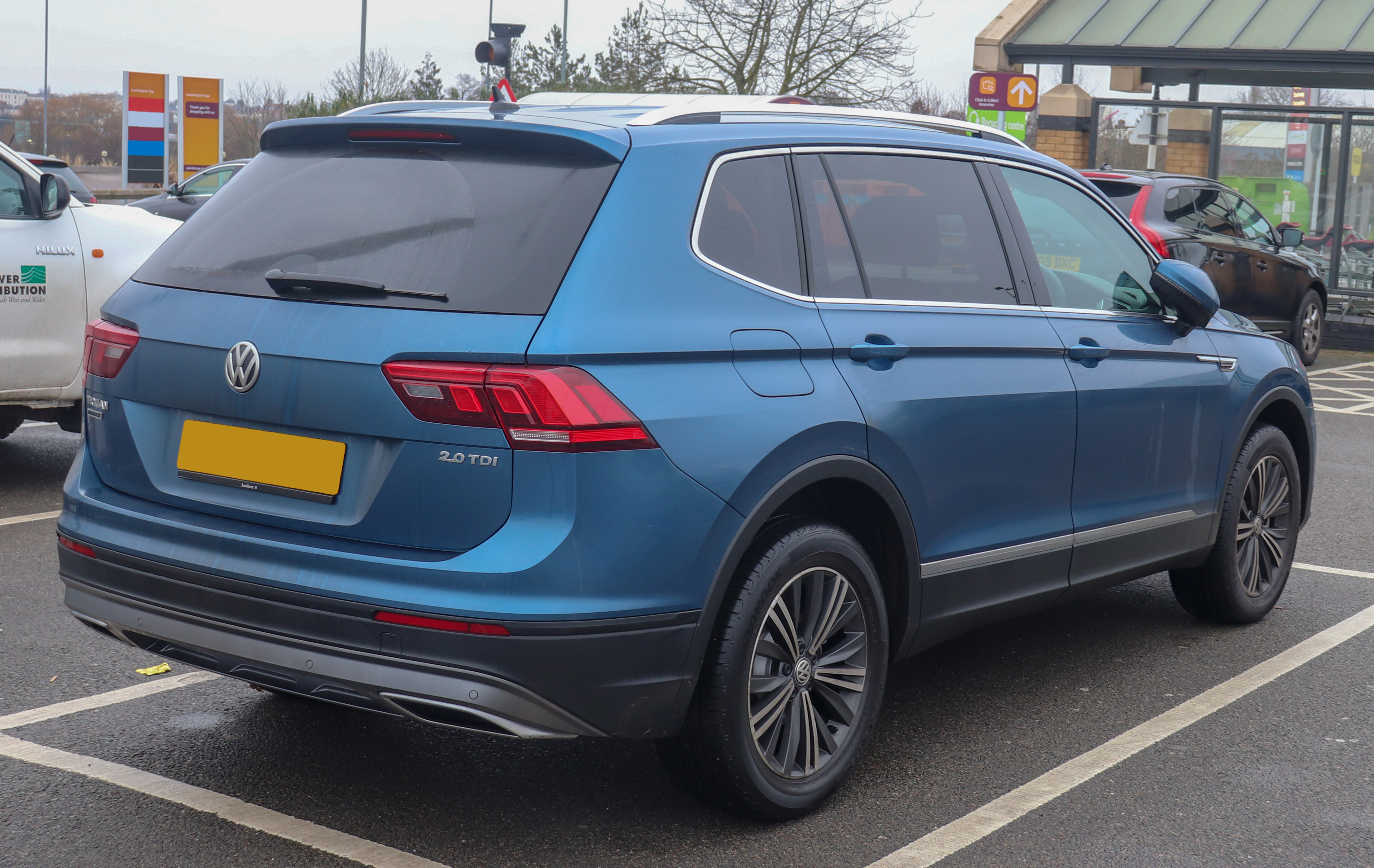
Tiguan Allspace

Dal marzo 2017 la Tiguan è disponibile in due varianti di passo: oltre a quella già presente a listino da un anno a interasse corto con cinque posti, è stata introdotta una versione a interasse lungo che può ospitare fino a sette passeggeri su tre file di sedili. Quest'ultima, che ha un passo più lungo di 109 mm e un corpo vettura più lungo di 215 mm, viene venduta come Tiguan Allspace o Tiguan L ed è prodotta in Messico.

### Restyling 2020

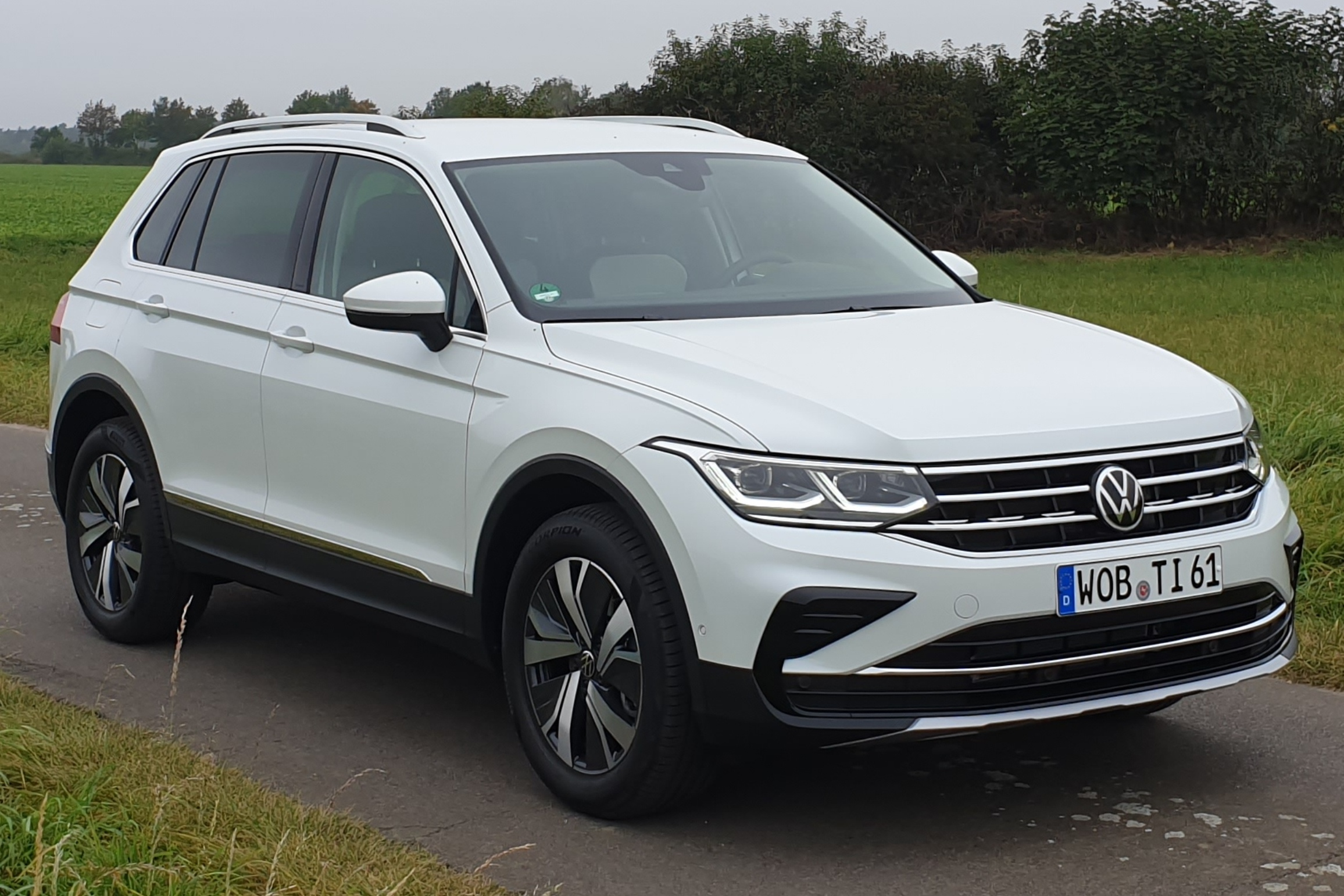
Tiguan restyling 2020

Il restyling della Tiguan ha esordito il 30 giugno 2020, insieme alle varianti Tiguan R e Tiguan eHybrid. Il restyling porta in dote nuovi fanali anteriori e posteriori, griglia e prese d'aria nel paraurti più larghe, un nuovo cofano e un diverso paraurti posteriore. All'interno è presente un nuovo volante multifunzione, un cruscotto ridisegnato, una inedita plancia che incorpora un nuovo display touchscreen con interfaccia aggiornata.

### Tiguan R

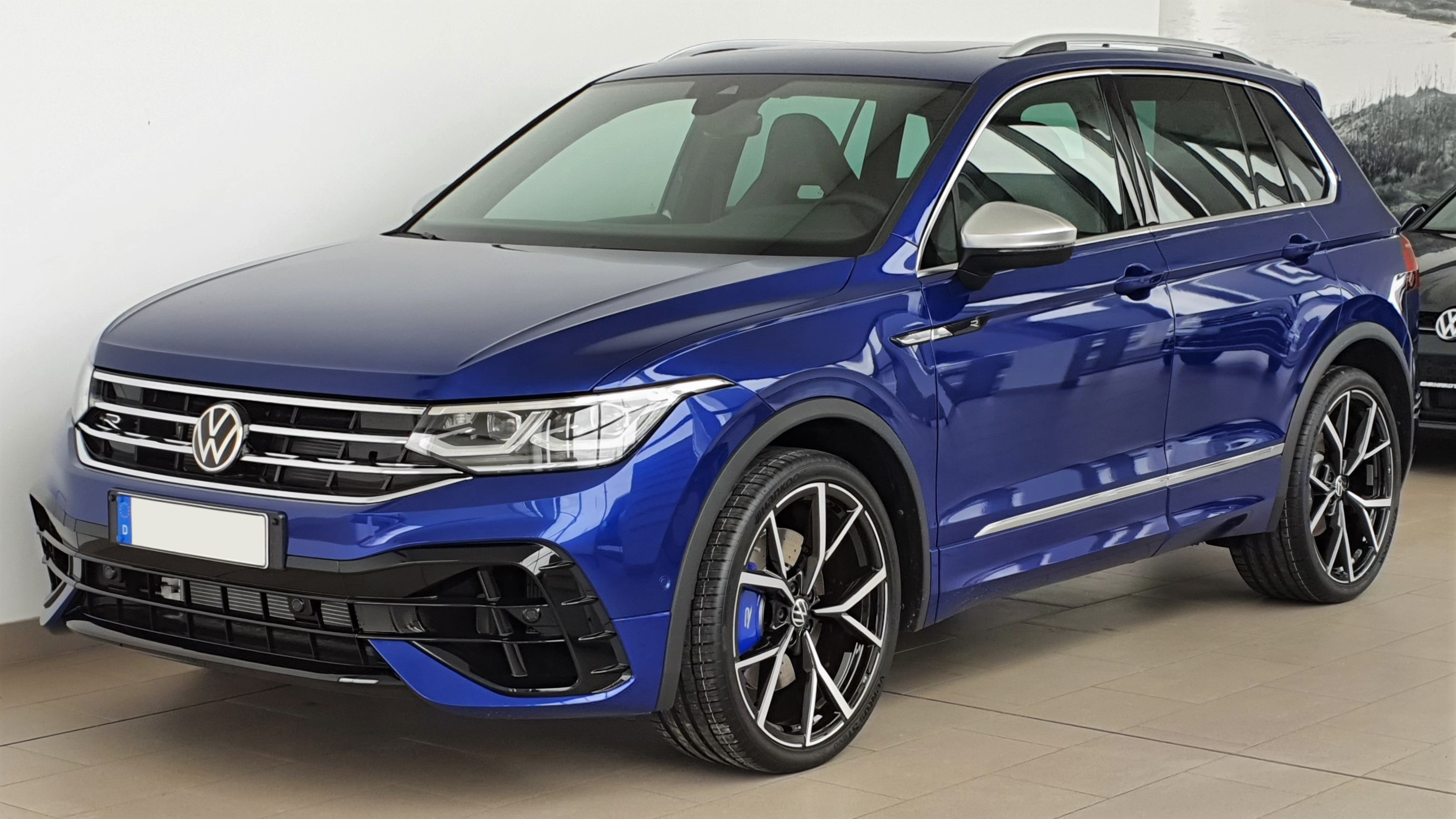
Tiguan R

Per la prima volta, in concomitanza con il restyling, viene presentata la Tiguan nella variante R, allestimento orientato alle prestazioni e che si posiziona all'apice della gamma motori. La Tiguan R è alimentata da un 4 cilindri in linea turbocompresso da 2,0 litri che eroga 320 CV (235 kW) e 420 Nm, condiviso con la Arteon R e la Golf 8 R. Il motore è abbinato a un sistema di trazione integrale e al cambio automatico doppia frizione DSG. Altri miglioramenti e modifiche della Tiguan R rispetto alle altre versioni riguardano le sospensioni che sono state irrigidite e ribassate, le ruote da 21 pollici, i freni maggiorati e un sistema di scarico della Akrapovič.

## Terza generazione (dal 2024)
Presentata ufficialmente nel settembre 2023 e commercializzata a partire dal 2024, la terza generazione della Volkswagen Tiguan è realizzata sul pianale modulare MQB Evo.
Rispetto alla generazione precedente, cresce leggermente nelle dimensioni, con una lunghezza di 4,54 metri, una larghezza di 1,84 metri e un’altezza di 1,64 metri, mantenendo invariato il passo di 2,68 metri. L’aumento delle dimensioni si traduce in una maggiore abitabilità interna e in una capacità del bagagliaio che raggiunge fino a 652 litri (in configurazione a cinque posti).
L’assetto è stato rivisto per migliorare il comfort e la dinamica di guida, anche grazie all’adozione del sistema di sospensioni adattive DCC Pro (disponibile in opzione o di serie a seconda degli allestimenti), gestito dal Vehicle Dynamics Manager. L’aerodinamica beneficia di un netto miglioramento, con il coefficiente di resistenza aerodinamica che scende da 0,33 a 0,28.
Il design esterno si ispira alla famiglia elettrica ID., con un frontale più alto, gruppi ottici a LED sottili, una fascia luminosa continua e forme più morbide. Anche il posteriore è completamente ridisegnato, con una firma luminosa che attraversa tutta la larghezza del veicolo. I cerchi sono disponibili fino a 20 pollici.
Gli interni sono profondamente rinnovati, con una plancia semplificata e tecnologica dominata da un sistema infotainment di ultima generazione MIB4, disponibile con display centrale da 12,9 o 15 pollici, affiancato da un cruscotto digitale e da un head-up display. Il comando del cambio è spostato sul piantone dello sterzo, lasciando spazio a un nuovo selettore rotativo multifunzione sul tunnel centrale. I sedili anteriori possono essere dotati del sistema ergoActive Plus, che include massaggio pneumatico, ventilazione e riscaldamento. L'assistente vocale "IDA" consente il controllo vocale avanzato di molte funzioni del veicolo.

### Motorizzazioni
La terza generazione della Volkswagen Tiguan offre una gamma motori ampia e diversificata, che include versioni mild hybrid, plug-in hybrid, benzina e diesel. Tutti i modelli adottano di serie il cambio automatico DSG.
- Ibrido plug-in (eHybrid): disponibile con potenze di 204 CV (150 kW) e 272 CV (200 kW), offre fino a 100 km di autonomia elettrica grazie a una batteria da 19,7 kWh. Supporta la ricarica in corrente alternata (AC) fino a 11 kW e in corrente continua (DC) fino a 50 kW.
- Mild hybrid (eTSI): motori a benzina 1.5 turbo da 130 CV e 150 CV, dotati di sistema ibrido leggero a 48 volt, con tecnologia di disattivazione cilindri per ottimizzare i consumi.
- Benzina TSI: offerti nelle versioni da 204 CV e 265 CV, quest’ultima con trazione integrale 4Motion.
- Diesel TDI: disponibili con potenze di 150 CV e 193 CV, anche in versione con trazione integrale 4Motion.